# レオン・ベンコ
レオン・ベンコ（Leon Benko、1983年11月11日 - ）は、クロアチア・ヴァラジュディン出身のサッカー選手。プルヴァHNL・NKヴァラジュディン所属。ポジションはFW。元クロアチア代表。

## クラブ経歴
2003年にNKヴァルテクス・ヴァラジュディンでプロデビュー。2005年にはクロアチア年間最優秀若手選手賞を受賞する。2012年に移籍したHNKリエカでは、2012-13シーズンにリーグで18得点を挙げ、リーグ得点王に輝いた。2014年から2016年にかけて在籍したFKサラエヴォでも2015-16シーズンにリーグ通算17得点を記録し、リーグ得点王となる。
2018年8月20日、NKヴァラジュディンに移籍した。2018-19シーズン、クロアチア2部リーグで21得点を挙げ、2部得点王並びにクラブの1部昇格に貢献した。

## 代表経歴
2013年10月9日の韓国代表との親善試合でA代表デビュー。